# ACD Potyguar Seridoense
ACD Potyguar Seridoense  is een Braziliaanse voetbalclub uit de stad Currais Novos in de staat Rio Grande do Norte.

## Geschiedenis
De club werd opgericht in 1989 en speelde in 2003 voor het eerst in de hoogste klasse van het Campeonato Potiguar. De club speelde daar tot 2006 en daarna opnieuw van 2008 tot 2010. De club speelde nog één keer terug in 2013.